# Patrick Galbraith
Patrick Galbraith (Tacoma, 16 de Abril de 1967) é um ex-tenista profissional estadunidense.

## Duplas Mistas 2 (1–1)
| Posição | N. | Data             | Torneio       | Piso   | Parceiro     | Oponentes                    | Placar         |
| Campeão | 1. | 11 Setembro 1994 | US Open, EUA  | Duro   | Elna Reinach | Todd Woodbridge Jana Novotná | 6–2, 6–4       |
| Campeão | 2. | 1996             | US Open       | Duro   | Lisa Raymond | Manon Bollegraf Rick Leach   | 7–6(6), 7–6(4) |
| Vice    | 3. | 1997             | Roland Garros | Saibro | Lisa Raymond | Rika Hiraki Mahesh Bhupathi  | 6–4, 6–1       |
| Vice    | 4. | 1998             | US Open       | Duro   | Lisa Raymond | Serena Williams Max Mirnyi   | 6–2, 6–2       |